# Jean-Pierre Leguay

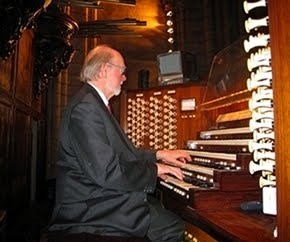
Jean-Pierre Leguay in der Kathedrale Notre-Dame de Paris (2012)

Jean-Pierre Leguay (* 4. Juli 1939 in Dijon) ist ein französischer Komponist und Organist.

## Leben und Wirken
Jean-Pierre Leguay bekam als blinder Musiker seine ersten Unterweisungen im Fach Orgel bei André Marchal und Gaston Litaize; es folgten Orgelstudien am Conservatoire de Paris bei Simone Plé-Caussade und Rolande Falcinelli sowie im Fach Komposition bei Olivier Messiaen. An dieser Lehranstalt gewann er als Mitglied der Orgelklasse von Rolande Falcinelli bereits im Jahr 1966 den 1. Preis für Orgel und Improvisation. Später gewann er die Improvisationswettbewerbe 1967 in Lyon und 1969 in Haarlem; auch gewann er einen Sonderpreis beim internationalen Kompositions-Wettbewerb 1985 in Erding (Bayern). Im darauf folgenden Jahr ehrte ihn die Pariser Académie des Beaux-Arts mit dem P.-L.-Weiller-Kompositionspreis.
Leguay war von 1961 bis 1964 an der Pariser Kirche Notre-Dame-des-Champs Organist, außerdem wurde er 1968 zum Dozenten für Orgel, Orgelimprovisation und Musikgeschichte am Konservatorium in Limoges ernannt; diesen Lehrauftrag nahm er bis zum Jahr 1989 wahr. In diesem Jahr bekam er eine Dozentur für Orgel und Improvisation am Regionalkonservatorium (CRR) in Dijon, die er bis zum Jahr 2003 ausübte. Zuvor, im Jahr 1985, wurde er zusammen mit Yves Devernay, Olivier Latry und Philippe Lefebvre als Nachfolger von Pierre Cochereau Titularorganist an der Kathedrale Notre-Dame in Paris und übte dieses Amt bis 2016 aus; hier wurde Vincent Dubois sein Nachfolger.

## Bedeutung
Jean-Pierre Leguay gehört zur Schule des ebenfalls blinden, legendären Orgelmeisters André Marchal (1894–1980) und dessen Interpretations-Tradition. Leguays dissonanzenreiche und sehr farbige Musiksprache verschafften ihm einen herausragenden Ruf als Improvisator. Die eigenen Orgelkompositionen sind so angelegt, dass sie die typischen Eigenarten verschiedener Orgeln zur Geltung kommen lassen. Es gibt Einspielungen seiner Kompositionen und es sind mehrere CDs mit seinen Improvisationen erschienen. Seine Diskografie enthält auch Werke von Haydn, Mozart, Beethoven, Brahms, Liszt, Gigout und Vierne.

## Werkliste (chronologisch)
- Cinq esquisses (Fünf Skizzen) für Klavier und Orgel, 1959–1960
- Prélude, trio de timbres, fugato (Präludium, Glockentrio, Fugato) für Orgel, 1961
- Au maitre de la paix (Beim Meister des Friedens) für Orgel, 1963–1964
- Cinq versets sur Veni Creator (Fünf Versetten über Veni Creator) für Orgel, 1965
- Sextuor (Sextett) für Flöte, Oboe, Klarinette, Horn, Fagott und Klavier, 1967
- Péan I für Orgel, drei Posaunen, Marimba und Schlagzeug, 1968–2010
- Gitanjâli (Zigeunermäßiges) für großes Orchester, 1969
- Aurore (Morgenröte) für Flöte, Oboe, Violoncello und Harfe, 1969–1970
- Péan II für Trompete und Orgel, 1970–1971
- Péan III für Orgel, 1971–1972
- Hexagonal (Sechseckig) für Flöte und Harfe, 1972
- Angle (Winkel) für zwei Harfen, 1972
- Flamme (Flamme) für Oboe oder Altsaxophon, 1973
- Sonate I für Orgel, 1973–1974
- Sève für Altsaxophon und Klavier, 1974
- Granit (Granit) für vier Posaunen und Orgel, 1975
- XIX Préludes (19 Präludien) für Orgel, 1965–1975
- Job (Hiob) für Frauenchor und Orgel, 1976
- Le matin sûrement va venir (Der Morgen wird sicher kommen) für Ondes Martenot, Klavier und Schlagzeug, 1977
- Trio für Violine, Viola und Violoncello, 1978
- Madrigal I für vier Posaunen, 1979
- Madrigal II für Orgel, 1979
- Trois Préludes (Prélude XX, XXI, XXII) für Orgel, 1980
- Etoilé (Voller Sterne) für Cembalo oder Orgelpositiv, kleine und große Flöte, Oboe, Englischhorn, Klarinette, Bassklarinette, Violine und Violoncello, 1981
- Madrigal III für Cembalo oder Orgelpositiv, 1982
- Prélude XXIII für Orgel, 1982
- Madrigal IV für Gitarre, 1982
- Sonate II für Orgel, 1982–1983
- Madrigal V für Orgel, 1983
- Scabbs für Altsaxophon und Kontrabass oder Bariton-Saxophon, 1983–1984
- Souffle (Hauch) für vierzehn Soloinstrumente, 1984
- Madrigal VI für vier Saxophone, 1985
- Madrigal VII für Orgel, 1985
- Cinq pieces (Fünf Stücke) für Viola, Kontrabass und Schlagzeug, 1985–1986
- Aube (Morgendämmerung) für Orgelpositiv und Kammerorchester, 1986
- Vigiles (Vorabende) für Vokalquartett oder kleinen Chor, Kinderchor, großen gemischten Chor, Orgelpositiv ad libitum, große Orgel, Posaune und Schlagzeug, 1986
- Madrigal VIII für Schlagzeug, 1986–1989
- Chant d’airain (Ehernes Lied) für Posaune solo, 1986
- Prélude I für Gitarre, 1986
- Granit, version II für zwei Trompeten, zwei Posaunen und Orgel, 1987
- Madrigal IX für Orgel, 1988
- Chant (Lied) für Frauenchor und Schlagzeug, 1989–1990
- Quatuor (Quartett) für Streicher, 1989–1995
- Capriccio für Orgel zwei- und vierhändig, 1990
- Azur (Himmelsblau) für Klavier, 1990–1991
- Spicilège für Orgel, 1992–1993
- Horizon (Horizont) für Orgel, 1995
- Animato für Orgel, 1995
- Psaume XXI (Psalm 21) für Vokal-Sextett a cappella, 1996–1997
- Trois esquisses (Drei Skizzen) für Flöte mit oder ohne Klavier, 1998
- Secundum Matthaeum für Tenor und Orgel, 1999
- Missa Deo gratias für Sopransolo, gemischten Chor, eine oder zwei Orgeln, Blechbläser und Schlagzeug, 1999–2000
- Breve für Orgel, M. Louise Girod gewidmet, 2000
- Pater noster für Tenor mit oder ohne Orgel, 2000–2001
- Alleluia für Tenor mit oder ohne Orgel, 2001
- Sept pieces breves (Sieben kurze Stücke) für Flöte und Orgel, 2003–2004
- Péan IV für Orgel, 2004
- Sonate III für Orgel, 2005–2006
- Cinq reflets (Fünf Abbilder) für Orgel, 2006
- Et puis, et puis encore? (Und dann, und dann nochmals?) für Orgel, 2008
- Cendres d’ailes (Die Asche der Flügel) für Tenorstimmen und Klavier über Gedichte von Henri Michaux, 2009–2010
- Breve II für Orgel, Maurice Moerlen gewidmet, 2010
- Allume l’aube dans la source (Anfang der Morgendämmerung in der Quelle), sechs Stücke für Klavier, 2010–2011
- Et il chante l’aurore (Und er besingt die Morgenröte) für Orgel, Joachim Fontaine gewidmet, 2012
- Chemin faisant für Orgel, 2013
- Du fond de l'abime für zweistimmigen Chor (Kinder oder Frauen) und Orgel, 2013
- Rivages für Orgel, 2014
- Sonnantes für Klavier vierhändig, 2012–2014
- Chant pour Gabriel für Klavier, 2015
- Sonate IV für Orgel, 2014–2016
- Missa Laudamus Te für Chor und Orgel, 2015–2016
- Capite Silentium für Oboe-solo und gemischten Chor, 2016
- Jubilus für Ensemble, 2017
- Chant pour Inès für Klavier, 2017
- Sonate V für Orgel, 2018
- Ramure für Chor und Orgel, 2018
- Mouvement 60 für Sopran, Tenor und Klavier, 2019
- Allegramente für Klarinette und Orgel, 2019
- In ilio tempore für Klarinette, 2020
- Envol für Klavier, 2020
- Le matin sûrement va venir (Version 1) für Altsaxophon, Klavier und Perkussionsinstrumente, 2020
- Momenti für Klavier, 2022
- Le matin sûrement va venir (Version 2) für Ondes Martenot, Klavier und Perkussionsinstrumente, 2022
- A deux für Vibraphon und Klavier, 2023

## CD-Einspielungen (Auswahl)
- XXIII Préludes, Pascale Rouet (Ed. Gallo; 1990)
- Capriccio, Spicilège, auf der CD: Orgue d'aujourd'hui, Pascale Rouet und Jean-Pierre Leguay (Ed. Euro; 1994)
- Sonate I, Madrigal II, III, V, VII und IX, auf der CD: Oeuvres et Improvisations pour Orgue de Jean-Pierre Leguay, Pascale Rouet und Jean-Pierre Leguay (Ed. Lade; 2000)
- Madrigal III, Sonate I, Chant, Madrigal VIII, Alain Huteau, Yasuko Uyama-Bouvard, Olivier Latry, Maîtrise de Notre-Dame, Nicole Corti (Ed. SGPS/3D; 2001)
- Missa Deo Gratias, Sonate II, Sonate III, Jean-Pierre Leguay, Alain Huteau, Hélène Boucher, Maîtrise de Notre-Dame, Yves Castagnet, Nicole Corti (Ed. Hortus; 2008)
- Sonate III, auf der CD: Naissance d'un Grand Orgue, Pascale Rouet (Ed. Triton; 2008)
- Secundum Matthaeum, Pater Noster, Alleluia, auf der CD: Motets Croisés, Jean-Pierre Leguay, Dominique Vellard (Ed. Glossa; 2009)
- Et puis, et puis encore? Auf der CD: Hier et aujourd'hui, Pascale Rouet (Ed. Triton; 2009)
- Capriccio, Chant d'airain, Granit, Péan II, Péan I, auf der CD: Chant d'airain, Jean-Pierre Leguay, Marc Meyers, Jean-Luc Etienne, Adam Rixer, Pascale Rouet, Cuivres de l'Orchestre du Luxembourg, Pierre Nimax (Ed. Hortus; 2012)
- Du fond de l'abîme, auf der CD: Le livre de Notre-Dame, Jean-Pierre Leguay, Choeur d'enfants de la Maîtrise de Notre-Dame, Denis Comptet, Emilie Fleury (Ed. MSNDP; 2013)
- Étoilé, Trio, Azur, auf der CD: Oeuvres de Jean-Pierre Leguay, Dominique Merlet, Jean-Pierre Leguay, Xianszi Cao, Benjamin Rivinius, Mario Blauwer, Irène Assayag, Membres de l'Orchestre Symphonique de la Radio de Sarrebruck (Ed. Neos; 2014)
- Mouvement 60, auf der CD: Sur les mots de Lucien Guérinel, Marie-Elise Boyer, Sophie Boyer (Ed. CDPAC/Polymnie; 2019)
- Péan IV, auf der CD: HORIZON, Wolfgang Kogert (Ed. Cantate; 2023)